# Morgóhalfélék
A morgóhalfélék (Triglidae) a csontos halak (Osteichthyes) főosztályának a sugarasúszójú halak (Actinopterygii) osztályába, ezen belül a skorpióhal-alakúak (Scorpaeniformes) rendjébe tartozó család.
A morgóhalfélék családjába 9 élő nem és 124 élő faj tartozik.

## Rendszerezésük
A családba az alábbi 9 halnem tartozik:
- Bellator D. S. Jordan & Evermann, 1896 - 8 faj
- Bovitrigla Fowler, 1938 - 1 faj
  - Bovitrigla acanthomoplate Fowler, 1938
- Chelidonichthys Kaup, 1873 - 9 faj
- Eutrigla Fraser-Brunner, 1938 - 1 faj
  - Eutrigla gurnardus (Linnaeus, 1758)
- Lepidotrigla Günther, 1860 - 53 faj
- Prionotus Lacépède, 1801 - 23 faj
- Pterygotrigla Waite, 1899 - 27 faj
- Trigla Linnaeus, 1758 - 1 faj; típusnem
  - Trigla lyra Linnaeus, 1758
- Trigloporus J. L. B. Smith, 1934 - 1 faj
  - Trigloporus lastoviza (Bonnaterre, 1788)

## Képek

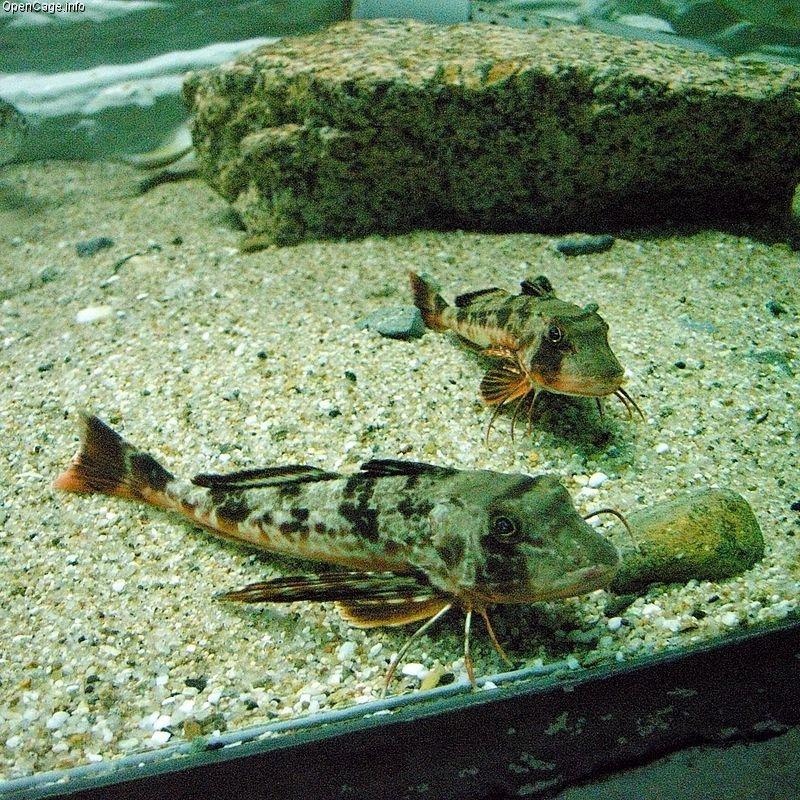
Chelidonichthys spinosus
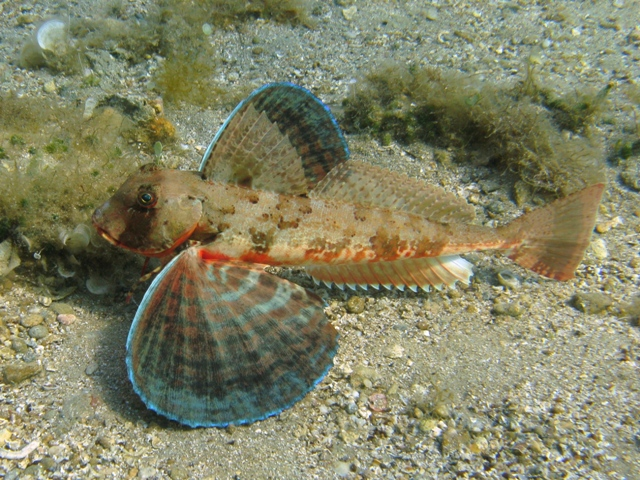
Trigloporus lastoviza